# Jean Delville

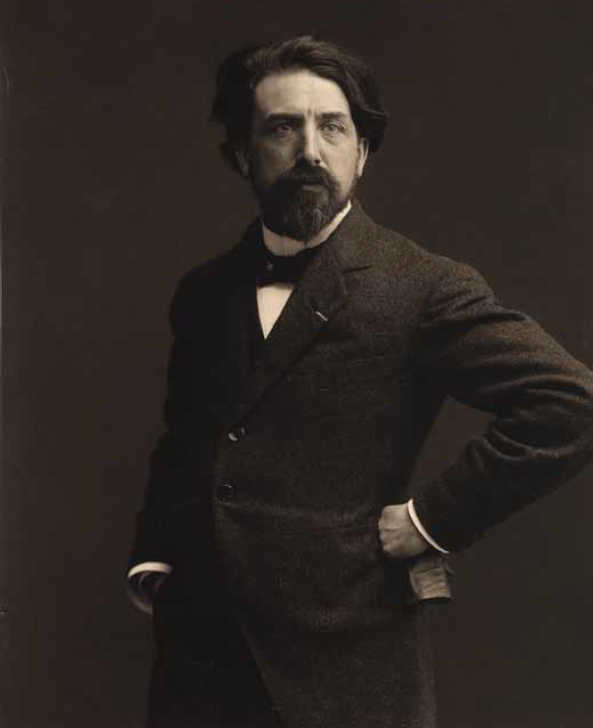
Porträt von Jean Delville um 1910

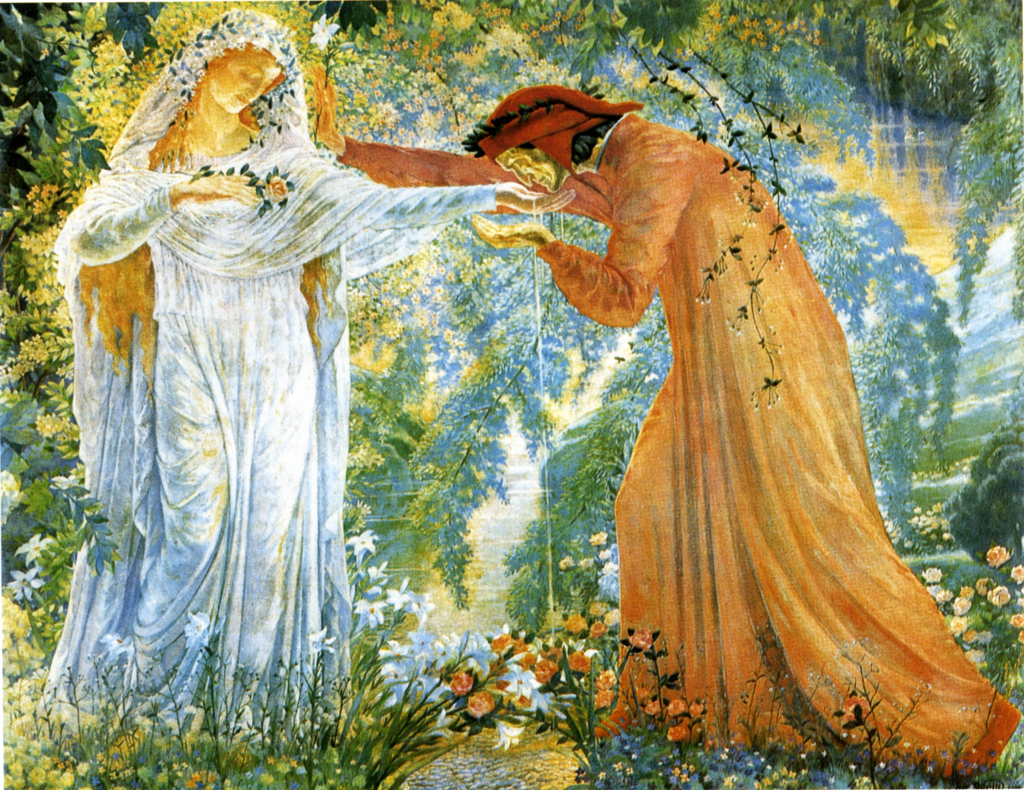
Light Bearer of Beauty (1919)

Jean Delville (* 19. Januar 1867 in Löwen; † 19. Januar 1953 in Forest bei Brüssel) war ein belgischer Maler, Okkultist und Theosoph.

## Leben und Werk
Delville studierte an der Académie Royale des Beaux-Arts in Brüssel. An dieser Akademie sowie in Glasgow übernahm er danach Lehrtätigkeiten. Er verbrachte längere Studienaufenthalte in Paris, Rom und London.
Der Okkultismus prägte aus drei Richtungen das Schaffen von Delville. Erstens die Bekanntschaft mit Edouard Schuré um 1884. Zweitens lernte er um 1887/88 in Paris Joséphin Péladan kennen, stellte zwischen 1892 und 1895 Bilder in dem von Péladan ins Leben gerufenen Salon de la Rose-Croix aus, trennte sich aber 1895 wieder von ihm. Und drittens die Mitgliedschaft in der Theosophischen Gesellschaft Adyar (Adyar-TG), der er Ende der 1890er-Jahre beitrat. 1910 wurde er Sekretär der Adyar-TG für Belgien.
1922 wurde er korrespondierendes und 1924 ordentliches Mitglied der Académie royale des Sciences, des Lettres et des Beaux-Arts de Belgique.